# Taisuke Konno
Taisuke Konno (今野 太祐 Konno Taisuke?, nacido el 18 de diciembre de 1992 en Tokio) es un futbolista japonés que se desempeña como guardameta.

## Trayectoria

### Clubes
| Club      | País  | Año         |
| --------- | ----- | ----------- |
| FC Ryukyu | Japón | 2015 - 2017 |

## Estadística de carrera
| Club      | Año   | J3 League | J3 League | Copa J. League | Copa J. League | Total | Total |
| Club      | Año   | Part.     | Goles     | Part.          | Goles          | Part. | Goles |
| --------- | ----- | --------- | --------- | -------------- | -------------- | ----- | ----- |
| FC Ryukyu | 2015  | 33        | 0         | -              | -              | 33    | 0     |
| FC Ryukyu | 2016  | 5         | 0         | -              | -              | 5     | 0     |
| FC Ryukyu | 2017  | 2         | 0         | -              | -              | 2     | 0     |
| Total     | Total | 40        | 0         | 0              | 0              | 40    | 0     |